# (216) Cléopâtre
Pour les articles homonymes, voir Cléopâtre.
(216) Cléopâtre (désignation internationale (216) Kleopatra) est un astéroïde de la ceinture principale qui a été découvert par Johann Palisa le 10 avril 1880.
Sa forme bilobée a été découverte par l'optique adaptative du télescope de 3,6 mètres de l'ESO à l'Observatoire de La Silla. Une observation radar par le radiotélescope d'Arecibo a permis d'en révéler la morphologie inhabituelle rappelant celle d'un os. L'explication la plus vraisemblable est que Cléopâtre est un système binaire de contact : deux astéroïdes de tailles similaires orbitant ensemble ont fini par entrer en contact et se sont soudés au lieu de se désagréger.
De nouvelles observations à très haute résolution, réalisées en septembre 2008 avec le télescope de 10-m de l'observatoire Keck, ont révélé l'existence de deux petits satellites en orbite autour de Cléopâtre. Le suivi de leur mouvement a permis de déterminer la masse de l'astéroïde grâce à la 3e loi de Kepler : la masse ainsi mesurée, rapportée au volume de l'objet, donne une masse volumique de 3,6 grammes par centimètre cube pour Cléopâtre dont les analyses spectroscopiques le classent parmi les astéroïdes de classe M, c'est-à-dire à composition métallique (densité du grain comprise entre 5 et 7 g/cm3). L'intérieur de Cléopâtre serait donc constitué de vide pour près de 40 % de son volume.

## Satellites

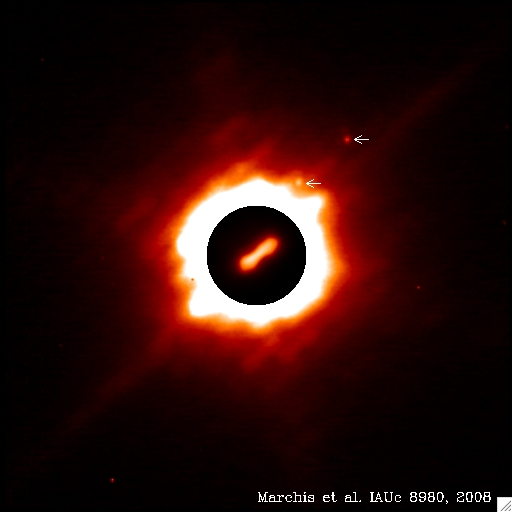
Cléopâtre et ses deux lunes, photo composite prise par le téléescope Keck.

Deux satellites sont connus, ils ont été découverts par Franck Marchis, Pascal Descamps, Jérôme Berthier et Joshua P. Emery en 2008 :
- Alexhélios[3],[4], officiellement (216) Kleopatra  I Alexhelios, désignation provisoire S/2008 (216) 1, a un diamètre de 5 km et orbite à un demi-grand axe de 775 km[5].
- Cléoséléné (ou Cléosélène[3],[4]), officiellement (216) Kleopatra II Cleoselene, désignation provisoire S/2008 (216) 2, a un diamètre de 3 km et orbite à un demi-grand axe de 380 km[5].

Ils ont été nommés en 2011 d'après les deux enfants de Cléopâtre : Alexandre Hélios et Cléopâtre Séléné II.